# زنگ‌آوای سیاه
زنگ‌آوای سیاه (نام علمی: Laniarius erlangeri) نام یک گونه از سرده زنگ‌آواها است.